# Strade Bianche 2019
La 13e édition des Strade Bianche a lieu le 9 mars 2019. Elle fait partie du calendrier UCI World Tour 2019 en catégorie 1.UWT.

## Présentation

### Parcours

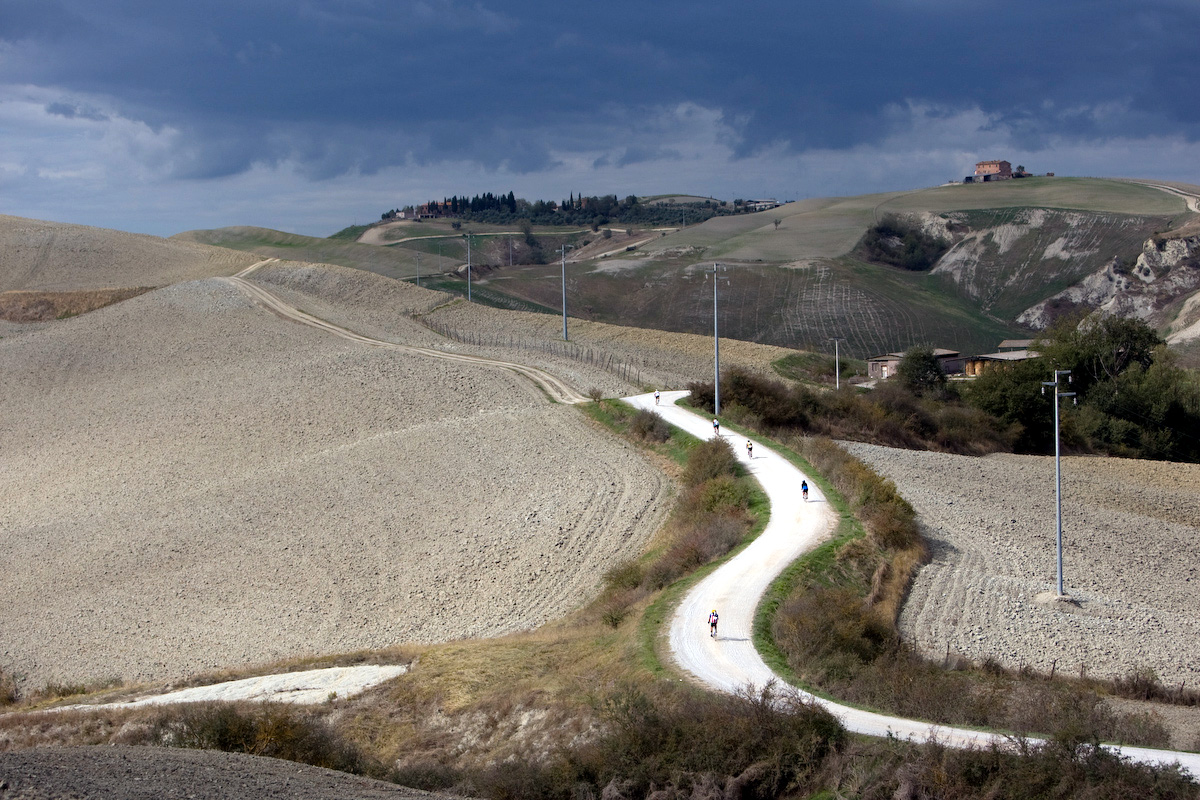
L'une des strade bianche.

Le parcours de 184 km de cette édition des Strade Bianche part de la forteresse Médicis de Sienne et arrive sur la Piazza del Campo, dans cette même ville. Ce tracé est allongé de neuf kilomètres par rapport à l'année précédente et comprend onze « routes blanches » (strade bianche en italien), pour un total de 63 km, :
| Secteur | Nom                   | Position                         | Longueur | Difficulté |
| ------- | --------------------- | -------------------------------- | -------- | ---------- |
| 1       | Vidritta              | entre le km 17,6 et le km 19,7   | 2 100 m  | 01         |
| 2       | Bagnaia               | entre le km 25,0 et le km 30,8   | 5 800 m  | 01         |
| 3       | Radi                  | entre le km 36,9 et le km 41,3   | 4 400 m  | 03         |
| 4       | La Piana              | entre le km 47,6 et le km 53,1   | 5 500 m  | 01         |
| 5       | Lucignano d'Asso      | entre le km 75,8 et le km 87,7   | 11 900 m | 03         |
| 6       | Pieve a Salti         | entre le km 88,7 et le km 96,7   | 8 000 m  | 04         |
| 7       | San Martino in Grania | entre le km 111,3 et le km 120,8 | 9 500 m  | 03         |
| 8       | Monte Sante Marie     | entre le km 130 et le km 141,5   | 11 500 m | 05         |
| 9       | Monteaperti           | entre le km 160 et le km 160,8   | 800 m    | 01         |
| 10      | Colle Pinzuto         | entre le km 164,6 et le km 167   | 2 400 m  | 04         |
| 11      | Le Tolfe              | entre le km 171 et le km 172,1   | 1 100 m  | 03         |

### Équipes
On retrouve un total de 21 équipes au départ, 18 faisant partie des ProTeams, la première division mondiale, et les trois autres des équipes continentales professionnelles, la seconde division mondiale.
| WorldTeams (18)- AG2R La Mondiale - Astana - Bahrain-Merida - Bora-hansgrohe - CCC Team - Deceuninck-Quick Step - Dimension Data - EF Education First - Groupama-FDJ - Team Jumbo-Visma - Katusha-Alpecin - Lotto Soudal - Mitchelton-Scott - Movistar Team - Sky - Team Sunweb - Trek-Segafredo - UAE Team Emirates Équipes continentales professionnelles (3)- Neri Sottoli-Selle Italia-KTM - Nippo Vini Fantini Faizanè - Vital Concept-B&B Hotels |
| |

## Classement final
| \| Classement général \| Classement général \| Classement général \| Classement général \| Classement général \| \| Coureur \| Coureur \| Pays \| Équipe \| Temps \| \| ------------------ \| ----------------------- \| ------------------ \| -------------------------- \| ------------------ \| \| 1er \| Julian Alaphilippe \| France \| Deceuninck-Quick Step \| 4 h 47 min 14 s \| \| 2e \| Jakob Fuglsang \| Danemark \| Astana \| + 2 s \| \| 3e \| Wout van Aert \| Belgique \| Team Jumbo-Visma \| + 27 s \| \| 4e \| Zdeněk Štybar \| Tchéquie \| Deceuninck-Quick Step \| + 1 min 00 s \| \| 5e \| Tiesj Benoot \| Belgique \| Lotto-Soudal \| + 1 min 00 s \| \| 6e \| Greg Van Avermaet \| Belgique \| CCC Team \| + 1 min 01 s \| \| 7e \| Alexey Lutsenko \| Kazakhstan \| Astana \| + 1 min 04 s \| \| 8e \| Simon Clarke \| Australie \| EF Education First \| + 1 min 08 s \| \| 9e \| Toms Skujiņš \| Lettonie \| Trek-Segafredo \| + 1 min 12 s \| \| 10e \| Tim Wellens \| Belgique \| Lotto-Soudal \| + 1 min 21 s \| \| 11e \| Yves Lampaert \| Belgique \| Deceuninck-Quick Step \| + 1 min 28 s \| \| 12e \| Geraint Thomas \| Royaume-Uni \| Team Sky \| + 2 min 41 s \| \| 13e \| Pieter Serry \| Belgique \| Deceuninck-Quick Step \| + 2 min 41 s \| \| 14e \| Silvan Dillier \| Suisse \| AG2R La Mondiale \| + 2 min 42 s \| \| 15e \| Stefan Küng \| Suisse \| Groupama-FDJ \| + 2 min 44 s \| \| 16e \| Marco Canola \| Italie \| Nippo-Vini Fantini-Faizanè \| + 2 min 44 s \| \| 17e \| Sam Oomen \| Pays-Bas \| Team Sunweb \| + 2 min 44 s \| \| 18e \| Luke Durbridge \| Australie \| Mitchelton-Scott \| + 2 min 47 s \| \| 19e \| Christopher Juul Jensen \| Danemark \| Mitchelton-Scott \| + 2 min 48 s \| \| 20e \| Roman Kreuziger \| Tchéquie \| Dimension Data \| + 2 min 48 s \| |                         |             |                            |                 |
| |                         |             |                            |                 |
| Source : ProCyclingStats |                         |             |                            |                 |
| Classement général |                         |             |                            |                 |
| Coureur | Coureur                 | Pays        | Équipe                     | Temps           |
| 1er | Julian Alaphilippe      | France      | Deceuninck-Quick Step      | 4 h 47 min 14 s |
| 2e | Jakob Fuglsang          | Danemark    | Astana                     | + 2 s           |
| 3e | Wout van Aert           | Belgique    | Team Jumbo-Visma           | + 27 s          |
| 4e | Zdeněk Štybar           | Tchéquie    | Deceuninck-Quick Step      | + 1 min 00 s    |
| 5e | Tiesj Benoot            | Belgique    | Lotto-Soudal               | + 1 min 00 s    |
| 6e | Greg Van Avermaet       | Belgique    | CCC Team                   | + 1 min 01 s    |
| 7e | Alexey Lutsenko         | Kazakhstan  | Astana                     | + 1 min 04 s    |
| 8e | Simon Clarke            | Australie   | EF Education First         | + 1 min 08 s    |
| 9e | Toms Skujiņš            | Lettonie    | Trek-Segafredo             | + 1 min 12 s    |
| 10e | Tim Wellens             | Belgique    | Lotto-Soudal               | + 1 min 21 s    |
| 11e | Yves Lampaert           | Belgique    | Deceuninck-Quick Step      | + 1 min 28 s    |
| 12e | Geraint Thomas          | Royaume-Uni | Team Sky                   | + 2 min 41 s    |
| 13e | Pieter Serry            | Belgique    | Deceuninck-Quick Step      | + 2 min 41 s    |
| 14e | Silvan Dillier          | Suisse      | AG2R La Mondiale           | + 2 min 42 s    |
| 15e | Stefan Küng             | Suisse      | Groupama-FDJ               | + 2 min 44 s    |
| 16e | Marco Canola            | Italie      | Nippo-Vini Fantini-Faizanè | + 2 min 44 s    |
| 17e | Sam Oomen               | Pays-Bas    | Team Sunweb                | + 2 min 44 s    |
| 18e | Luke Durbridge          | Australie   | Mitchelton-Scott           | + 2 min 47 s    |
| 19e | Christopher Juul Jensen | Danemark    | Mitchelton-Scott           | + 2 min 48 s    |
| 20e | Roman Kreuziger         | Tchéquie    | Dimension Data             | + 2 min 48 s    |

### Classements UCI
La course attribue des points au Classement mondial UCI 2019 selon le barème suivant.
| Position           | 1er | 2e  | 3e  | 4e  | 5e  | 6e  | 7e | 8e | 9e | 10e | 11e | 12e | 13e | 14e | 15e à 20e | 21e à 30e | 31e à 50e | 51e à 55e | 56e à 60e |
| Classement général | 300 | 250 | 215 | 175 | 120 | 115 | 95 | 75 | 60 | 50  | 40  | 35  | 30  | 25  | 20        | 12        | 5         | 2         | 1         |

## Liste des participants
| Lotto-Soudal LTS | Lotto-Soudal LTS         | Lotto-Soudal LTS |
| ---------------- | ------------------------ | ---------------- |
| Num              | Coureur                  | Pos              |
| 1                | Tiesj Benoot (BEL)       | 5e               |
| 2                | Carl Fredrik Hagen (NOR) | AB               |
| 3                | Jens Keukeleire (BEL)    | 50e              |
| 4                | Tomasz Marczyński (POL)  | 70e              |
| 5                | Lawrence Naesen (BEL)    | HD               |
| 6                | Tosh Van der Sande (BEL) | AB               |
| 7                | Tim Wellens (BEL)        | 10e              |

| AG2R La Mondiale ALM | AG2R La Mondiale ALM   | AG2R La Mondiale ALM |
| -------------------- | ---------------------- | -------------------- |
| Num                  | Coureur                | Pos                  |
| 11                   | Ben Gastauer (LUX)     | 66e                  |
| 12                   | François Bidard (FRA)  | 59e                  |
| 13                   | Nico Denz (GER)        | 77e                  |
| 14                   | Silvan Dillier (SUI)   | 14e                  |
| 15                   | Alexandre Geniez (FRA) | AB                   |
| 16                   | Quentin Jauregui (FRA) | 35e                  |
| 17                   | Nans Peters (FRA)      | AB                   |

| Astana AST | Astana AST                    | Astana AST |
| ---------- | ----------------------------- | ---------- |
| Num        | Coureur                       | Pos        |
| 21         | Jakob Fuglsang (DEN)          | 2e         |
| 22         | Davide Ballerini (ITA)        | 23e        |
| 23         | Zhandos Bizhigitov (KAZ)      | HD         |
| 24         | Manuele Boaro (ITA)           | AB         |
| 25         | Dario Cataldo (ITA)           | 51e        |
| 26         | Dmitriy Gruzdev (KAZ)         | HD         |
| 27         | Alexey Lutsenko (KAZ) (route) | 7e         |

| Bahrain-Merida TBM | Bahrain-Merida TBM        | Bahrain-Merida TBM |
| ------------------ | ------------------------- | ------------------ |
| Num                | Coureur                   | Pos                |
| 31                 | Vincenzo Nibali (ITA)     | 31e                |
| 32                 | Grega Bole (SLO)          | HD                 |
| 33                 | Andrea Garosio (ITA)      | 82e                |
| 34                 | Antonio Nibali (ITA)      | AB                 |
| 35                 | Hermann Pernsteiner (AUT) | 40e                |
| 36                 | Luka Pibernik (SLO)       | 39e                |
| 37                 | Jan Tratnik (SLO)         | 37e                |

| Bora-Hansgrohe BOH | Bora-Hansgrohe BOH          | Bora-Hansgrohe BOH |
| ------------------ | --------------------------- | ------------------ |
| Num                | Coureur                     | Pos                |
| 41                 | Rafał Majka (POL)           | 43e                |
| 42                 | Cesare Benedetti (ITA)      | 55e                |
| 43                 | Maciej Bodnar (POL)         | AB                 |
| 44                 | Oscar Gatto (ITA)           | 74e                |
| 45                 | Gregor Mühlberger (AUT)     | AB                 |
| 46                 | Daniel Oss (ITA)            | AB                 |
| 47                 | Maximilian Schachmann (GER) | 29e                |

| CCC Team CPT | CCC Team CPT                   | CCC Team CPT |
| ------------ | ------------------------------ | ------------ |
| Num          | Coureur                        | Pos          |
| 51           | Greg Van Avermaet (BEL)        | 6e           |
| 52           | Josef Černý (CZE)              | AB           |
| 53           | Michael Schär (SUI)            | 34e          |
| 54           | Nathan Van Hooydonck (BEL)     | 33e          |
| 55           | Gijs Van Hoecke (BEL)          | 69e          |
| 56           | Guillaume Van Keirsbulck (BEL) | 63e          |
| 57           | Łukasz Wiśniowski (POL)        | 53e          |

| Deceuninck-Quick Step DQT | Deceuninck-Quick Step DQT   | Deceuninck-Quick Step DQT |
| ------------------------- | --------------------------- | ------------------------- |
| Num                       | Coureur                     | Pos                       |
| 61                        | Zdeněk Štybar (CZE)         | 4e                        |
| 62                        | Julian Alaphilippe (FRA)    | 1er                       |
| 63                        | Eros Capecchi (ITA)         | HD                        |
| 64                        | Dries Devenyns (BEL)        | 46e                       |
| 65                        | Yves Lampaert (BEL) (route) | 11e                       |
| 66                        | Pieter Serry (BEL)          | 13e                       |
| 67                        | Petr Vakoč (CZE)            | 60e                       |

| EF Education First EF1 | EF Education First EF1 | EF Education First EF1 |
| ---------------------- | ---------------------- | ---------------------- |
| Num                    | Coureur                | Pos                    |
| 71                     | Alberto Bettiol (ITA)  | 78e                    |
| 72                     | Jonathan Caicedo (ECU) | 61e                    |
| 73                     | Simon Clarke (AUS)     | 8e                     |
| 74                     | Logan Owen (USA)       | HD                     |
| 75                     | Tanel Kangert (EST)    | 72e                    |
| 76                     | Sean Bennett (USA)     | AB                     |
| 77                     | Lachlan Morton (AUS)   | HD                     |

| Groupama-FDJ GFC | Groupama-FDJ GFC               | Groupama-FDJ GFC |
| ---------------- | ------------------------------ | ---------------- |
| Num              | Coureur                        | Pos              |
| 81               | Stefan Küng (SUI)              | 15e              |
| 82               | Bruno Armirail (FRA)           | AB               |
| 83               | Antoine Duchesne (CAN) (route) | 57e              |
| 84               | Tobias Ludvigsson (SWE)        | AB               |
| 85               | Matthieu Ladagnous (FRA)       | AB               |
| 86               | Romain Seigle (FRA)            | 27e              |
| 87               | Léo Vincent (FRA)              | AB               |

| Mitchelton-Scott MTS | Mitchelton-Scott MTS          | Mitchelton-Scott MTS |
| -------------------- | ----------------------------- | -------------------- |
| Num                  | Coureur                       | Pos                  |
| 91                   | Edoardo Affini (ITA)          | HD                   |
| 92                   | Brent Bookwalter (USA)        | 21e                  |
| 93                   | Luke Durbridge (AUS)          | 18e                  |
| 94                   | Christopher Juul Jensen (DEN) | 19e                  |
| 95                   | Nick Schultz (AUS)            | 81e                  |
| 96                   | Callum Scotson (AUS)          | AB                   |
| 97                   | Robert Stannard (AUS)         | 49e                  |

| Movistar Team MOV | Movistar Team MOV        | Movistar Team MOV |
| ----------------- | ------------------------ | ----------------- |
| Num               | Coureur                  | Pos               |
| 101               | Carlos Barbero (ESP)     | AB                |
| 102               | Nélson Oliveira (POR)    | 25e               |
| 103               | Carlos Betancur (COL)    | 83e               |
| 104               | Eduardo Sepúlveda (ARG)  | 56e               |
| 105               | Eduard Prades (ESP)      | 64e               |
| 106               | José Joaquín Rojas (ESP) | AB                |
| 107               | Richard Carapaz (ECU)    | 62e               |

| Neri Sottoli-Selle Italia-KTM NSK | Neri Sottoli-Selle Italia-KTM NSK | Neri Sottoli-Selle Italia-KTM NSK |
| --------------------------------- | --------------------------------- | --------------------------------- |
| Num                               | Coureur                           | Pos                               |
| 111                               | Giovanni Visconti (ITA)           | AB                                |
| 112                               | Liam Bertazzo (ITA)               | AB                                |
| 113                               | Luca Raggio (ITA)                 | HD                                |
| 114                               | Luca Pacioni (ITA)                | AB                                |
| 115                               | Sebastian Schönberger (AUT)       | 38e                               |
| 116                               | Simone Velasco (ITA)              | 41e                               |
| 117                               | Giuseppe Fonzi (ITA)              | AB                                |

| Nippo-Vini Fantini-Faizanè NIP | Nippo-Vini Fantini-Faizanè NIP | Nippo-Vini Fantini-Faizanè NIP |
| ------------------------------ | ------------------------------ | ------------------------------ |
| Num                            | Coureur                        | Pos                            |
| 121                            | Moreno Moser (ITA)             | AB                             |
| 122                            | Nicola Bagioli (ITA)           | AB                             |
| 123                            | Marco Canola (ITA)             | 16e                            |
| 124                            | Damiano Cima (ITA)             | 80e                            |
| 125                            | Sho Hatsuyama (JPN)            | AB                             |
| 126                            | Juan José Lobato (ESP)         | AB                             |
| 127                            | Giovanni Lonardi (ITA)         | HD                             |

| Dimension Data TDD | Dimension Data TDD                | Dimension Data TDD |
| ------------------ | --------------------------------- | ------------------ |
| Num                | Coureur                           | Pos                |
| 131                | Roman Kreuziger (CZE)             | 20e                |
| 132                | Reinardt Janse van Rensburg (RSA) | 68e                |
| 133                | Benjamin King (USA)               | 36e                |
| 134                | Gino Mäder (SUI)                  | AB                 |
| 135                | Rasmus Tiller (NOR)               | 75e                |
| 136                | Michael Valgren (DEN)             | 45e                |
| 137                | Jacobus Venter (RSA)              | HD                 |

| Team Jumbo-Visma TJV | Team Jumbo-Visma TJV     | Team Jumbo-Visma TJV |
| -------------------- | ------------------------ | -------------------- |
| Num                  | Coureur                  | Pos                  |
| 141                  | Wout van Aert (BEL)      | 3e                   |
| 142                  | Floris De Tier (BEL)     | 42e                  |
| 143                  | Neilson Powless (USA)    | AB                   |
| 144                  | Lennard Hofstede (NED)   | HD                   |
| 145                  | Antwan Tolhoek (NED)     | AB                   |
| 146                  | Taco van der Hoorn (NED) | 67e                  |
| 147                  | Danny van Poppel (NED)   | AB                   |

| Katusha-Alpecin TKA | Katusha-Alpecin TKA          | Katusha-Alpecin TKA |
| ------------------- | ---------------------------- | ------------------- |
| Num                 | Coureur                      | Pos                 |
| 151                 | Enrico Battaglin (ITA)       | 47e                 |
| 152                 | Steff Cras (BEL)             | AB                  |
| 153                 | Ian Boswell (USA)            | AB                  |
| 154                 | Ruben Guerreiro (POR)        | 22e                 |
| 155                 | Nathan Haas (AUS)            | 79e                 |
| 156                 | Viatcheslav Kouznetsov (RUS) | 26e                 |
| 157                 | Dmitri Strakhov (RUS)        | 71e                 |

| Team Sky SKY | Team Sky SKY           | Team Sky SKY |
| ------------ | ---------------------- | ------------ |
| Num          | Coureur                | Pos          |
| 161          | Geraint Thomas (GBR)   | 12e          |
| 162          | Leonardo Basso (ITA)   | AB           |
| 163          | Owain Doull (GBR)      | 65e          |
| 164          | Michał Gołaś (POL)     | 54e          |
| 165          | Gianni Moscon (ITA)    | 58e          |
| 166          | Salvatore Puccio (ITA) | 28e          |
| 167          | Diego Rosa (ITA)       | 24e          |

| Vital Concept-B&B Hotels VCB | Vital Concept-B&B Hotels VCB | Vital Concept-B&B Hotels VCB |
| ---------------------------- | ---------------------------- | ---------------------------- |
| Num                          | Coureur                      | Pos                          |
| 171                          | Yoann Bagot (FRA)            | AB                           |
| 172                          | Maxime Cam (FRA)             | AB                           |
| 173                          | Bert De Backer (BEL)         | AB                           |
| 174                          | Corentin Ermenault (FRA)     | AB                           |
| 175                          | Steven Lammertink (NED)      | AB                           |
| 176                          | Justin Mottier (FRA)         | AB                           |
| 177                          | Jimmy Turgis (FRA)           | 52e                          |

| Team Sunweb SUN | Team Sunweb SUN              | Team Sunweb SUN |
| --------------- | ---------------------------- | --------------- |
| Num             | Coureur                      | Pos             |
| 181             | Nicolas Roche (IRL)          | HD              |
| 182             | Chris Hamilton (AUS)         | HD              |
| 183             | Marc Hirschi (SUI)           | 73e             |
| 184             | Asbjørn Kragh Andersen (DEN) | AB              |
| 185             | Jai Hindley (AUS)            | 48e             |
| 186             | Sam Oomen (NED)              | 17e             |
| 187             | Robert Power (AUS)           | 32e             |

| Trek-Segafredo TFS | Trek-Segafredo TFS     | Trek-Segafredo TFS |
| ------------------ | ---------------------- | ------------------ |
| Num                | Coureur                | Pos                |
| 191                | Bauke Mollema (NED)    | 76e                |
| 192                | Nicola Conci (ITA)     | HD                 |
| 193                | Fabio Felline (ITA)    | AB                 |
| 194                | Matteo Moschetti (ITA) | AB                 |
| 195                | Markel Irizar (ESP)    | HD                 |
| 196                | Fumiyuki Beppu (JPN)   | HD                 |
| 197                | Toms Skujiņš (LAT)     | 9e                 |

| UAE Team Emirates UAD | UAE Team Emirates UAD              | UAE Team Emirates UAD |
| --------------------- | ---------------------------------- | --------------------- |
| Num                   | Coureur                            | Pos                   |
| 201                   | Fernando Gaviria (COL)             | AB                    |
| 202                   | Rui Costa (POR)                    | AB                    |
| 203                   | Roberto Ferrari (ITA)              | AB                    |
| 204                   | Vegard Stake Laengen (NOR) (route) | HD                    |
| 205                   | Simone Petilli (ITA)               | 44e                   |
| 206                   | Jasper Philipsen (BEL)             | AB                    |
| 207                   | Tadej Pogačar (SLO)                | 30e                   |

| Lotto-Soudal LTS | Lotto-Soudal LTS         | Lotto-Soudal LTS |
| ---------------- | ------------------------ | ---------------- |
| Num              | Coureur                  | Pos              |
| 1                | Tiesj Benoot (BEL)       | 5e               |
| 2                | Carl Fredrik Hagen (NOR) | AB               |
| 3                | Jens Keukeleire (BEL)    | 50e              |
| 4                | Tomasz Marczyński (POL)  | 70e              |
| 5                | Lawrence Naesen (BEL)    | HD               |
| 6                | Tosh Van der Sande (BEL) | AB               |
| 7                | Tim Wellens (BEL)        | 10e              |

| AG2R La Mondiale ALM | AG2R La Mondiale ALM   | AG2R La Mondiale ALM |
| -------------------- | ---------------------- | -------------------- |
| Num                  | Coureur                | Pos                  |
| 11                   | Ben Gastauer (LUX)     | 66e                  |
| 12                   | François Bidard (FRA)  | 59e                  |
| 13                   | Nico Denz (GER)        | 77e                  |
| 14                   | Silvan Dillier (SUI)   | 14e                  |
| 15                   | Alexandre Geniez (FRA) | AB                   |
| 16                   | Quentin Jauregui (FRA) | 35e                  |
| 17                   | Nans Peters (FRA)      | AB                   |

| Astana AST | Astana AST                    | Astana AST |
| ---------- | ----------------------------- | ---------- |
| Num        | Coureur                       | Pos        |
| 21         | Jakob Fuglsang (DEN)          | 2e         |
| 22         | Davide Ballerini (ITA)        | 23e        |
| 23         | Zhandos Bizhigitov (KAZ)      | HD         |
| 24         | Manuele Boaro (ITA)           | AB         |
| 25         | Dario Cataldo (ITA)           | 51e        |
| 26         | Dmitriy Gruzdev (KAZ)         | HD         |
| 27         | Alexey Lutsenko (KAZ) (route) | 7e         |

| Bahrain-Merida TBM | Bahrain-Merida TBM        | Bahrain-Merida TBM |
| ------------------ | ------------------------- | ------------------ |
| Num                | Coureur                   | Pos                |
| 31                 | Vincenzo Nibali (ITA)     | 31e                |
| 32                 | Grega Bole (SLO)          | HD                 |
| 33                 | Andrea Garosio (ITA)      | 82e                |
| 34                 | Antonio Nibali (ITA)      | AB                 |
| 35                 | Hermann Pernsteiner (AUT) | 40e                |
| 36                 | Luka Pibernik (SLO)       | 39e                |
| 37                 | Jan Tratnik (SLO)         | 37e                |

| Bora-Hansgrohe BOH | Bora-Hansgrohe BOH          | Bora-Hansgrohe BOH |
| ------------------ | --------------------------- | ------------------ |
| Num                | Coureur                     | Pos                |
| 41                 | Rafał Majka (POL)           | 43e                |
| 42                 | Cesare Benedetti (ITA)      | 55e                |
| 43                 | Maciej Bodnar (POL)         | AB                 |
| 44                 | Oscar Gatto (ITA)           | 74e                |
| 45                 | Gregor Mühlberger (AUT)     | AB                 |
| 46                 | Daniel Oss (ITA)            | AB                 |
| 47                 | Maximilian Schachmann (GER) | 29e                |

| CCC Team CPT | CCC Team CPT                   | CCC Team CPT |
| ------------ | ------------------------------ | ------------ |
| Num          | Coureur                        | Pos          |
| 51           | Greg Van Avermaet (BEL)        | 6e           |
| 52           | Josef Černý (CZE)              | AB           |
| 53           | Michael Schär (SUI)            | 34e          |
| 54           | Nathan Van Hooydonck (BEL)     | 33e          |
| 55           | Gijs Van Hoecke (BEL)          | 69e          |
| 56           | Guillaume Van Keirsbulck (BEL) | 63e          |
| 57           | Łukasz Wiśniowski (POL)        | 53e          |

| Deceuninck-Quick Step DQT | Deceuninck-Quick Step DQT   | Deceuninck-Quick Step DQT |
| ------------------------- | --------------------------- | ------------------------- |
| Num                       | Coureur                     | Pos                       |
| 61                        | Zdeněk Štybar (CZE)         | 4e                        |
| 62                        | Julian Alaphilippe (FRA)    | 1er                       |
| 63                        | Eros Capecchi (ITA)         | HD                        |
| 64                        | Dries Devenyns (BEL)        | 46e                       |
| 65                        | Yves Lampaert (BEL) (route) | 11e                       |
| 66                        | Pieter Serry (BEL)          | 13e                       |
| 67                        | Petr Vakoč (CZE)            | 60e                       |

| EF Education First EF1 | EF Education First EF1 | EF Education First EF1 |
| ---------------------- | ---------------------- | ---------------------- |
| Num                    | Coureur                | Pos                    |
| 71                     | Alberto Bettiol (ITA)  | 78e                    |
| 72                     | Jonathan Caicedo (ECU) | 61e                    |
| 73                     | Simon Clarke (AUS)     | 8e                     |
| 74                     | Logan Owen (USA)       | HD                     |
| 75                     | Tanel Kangert (EST)    | 72e                    |
| 76                     | Sean Bennett (USA)     | AB                     |
| 77                     | Lachlan Morton (AUS)   | HD                     |

| Groupama-FDJ GFC | Groupama-FDJ GFC               | Groupama-FDJ GFC |
| ---------------- | ------------------------------ | ---------------- |
| Num              | Coureur                        | Pos              |
| 81               | Stefan Küng (SUI)              | 15e              |
| 82               | Bruno Armirail (FRA)           | AB               |
| 83               | Antoine Duchesne (CAN) (route) | 57e              |
| 84               | Tobias Ludvigsson (SWE)        | AB               |
| 85               | Matthieu Ladagnous (FRA)       | AB               |
| 86               | Romain Seigle (FRA)            | 27e              |
| 87               | Léo Vincent (FRA)              | AB               |

| Mitchelton-Scott MTS | Mitchelton-Scott MTS          | Mitchelton-Scott MTS |
| -------------------- | ----------------------------- | -------------------- |
| Num                  | Coureur                       | Pos                  |
| 91                   | Edoardo Affini (ITA)          | HD                   |
| 92                   | Brent Bookwalter (USA)        | 21e                  |
| 93                   | Luke Durbridge (AUS)          | 18e                  |
| 94                   | Christopher Juul Jensen (DEN) | 19e                  |
| 95                   | Nick Schultz (AUS)            | 81e                  |
| 96                   | Callum Scotson (AUS)          | AB                   |
| 97                   | Robert Stannard (AUS)         | 49e                  |

| Movistar Team MOV | Movistar Team MOV        | Movistar Team MOV |
| ----------------- | ------------------------ | ----------------- |
| Num               | Coureur                  | Pos               |
| 101               | Carlos Barbero (ESP)     | AB                |
| 102               | Nélson Oliveira (POR)    | 25e               |
| 103               | Carlos Betancur (COL)    | 83e               |
| 104               | Eduardo Sepúlveda (ARG)  | 56e               |
| 105               | Eduard Prades (ESP)      | 64e               |
| 106               | José Joaquín Rojas (ESP) | AB                |
| 107               | Richard Carapaz (ECU)    | 62e               |

| Neri Sottoli-Selle Italia-KTM NSK | Neri Sottoli-Selle Italia-KTM NSK | Neri Sottoli-Selle Italia-KTM NSK |
| --------------------------------- | --------------------------------- | --------------------------------- |
| Num                               | Coureur                           | Pos                               |
| 111                               | Giovanni Visconti (ITA)           | AB                                |
| 112                               | Liam Bertazzo (ITA)               | AB                                |
| 113                               | Luca Raggio (ITA)                 | HD                                |
| 114                               | Luca Pacioni (ITA)                | AB                                |
| 115                               | Sebastian Schönberger (AUT)       | 38e                               |
| 116                               | Simone Velasco (ITA)              | 41e                               |
| 117                               | Giuseppe Fonzi (ITA)              | AB                                |

| Nippo-Vini Fantini-Faizanè NIP | Nippo-Vini Fantini-Faizanè NIP | Nippo-Vini Fantini-Faizanè NIP |
| ------------------------------ | ------------------------------ | ------------------------------ |
| Num                            | Coureur                        | Pos                            |
| 121                            | Moreno Moser (ITA)             | AB                             |
| 122                            | Nicola Bagioli (ITA)           | AB                             |
| 123                            | Marco Canola (ITA)             | 16e                            |
| 124                            | Damiano Cima (ITA)             | 80e                            |
| 125                            | Sho Hatsuyama (JPN)            | AB                             |
| 126                            | Juan José Lobato (ESP)         | AB                             |
| 127                            | Giovanni Lonardi (ITA)         | HD                             |

| Dimension Data TDD | Dimension Data TDD                | Dimension Data TDD |
| ------------------ | --------------------------------- | ------------------ |
| Num                | Coureur                           | Pos                |
| 131                | Roman Kreuziger (CZE)             | 20e                |
| 132                | Reinardt Janse van Rensburg (RSA) | 68e                |
| 133                | Benjamin King (USA)               | 36e                |
| 134                | Gino Mäder (SUI)                  | AB                 |
| 135                | Rasmus Tiller (NOR)               | 75e                |
| 136                | Michael Valgren (DEN)             | 45e                |
| 137                | Jacobus Venter (RSA)              | HD                 |

| Team Jumbo-Visma TJV | Team Jumbo-Visma TJV     | Team Jumbo-Visma TJV |
| -------------------- | ------------------------ | -------------------- |
| Num                  | Coureur                  | Pos                  |
| 141                  | Wout van Aert (BEL)      | 3e                   |
| 142                  | Floris De Tier (BEL)     | 42e                  |
| 143                  | Neilson Powless (USA)    | AB                   |
| 144                  | Lennard Hofstede (NED)   | HD                   |
| 145                  | Antwan Tolhoek (NED)     | AB                   |
| 146                  | Taco van der Hoorn (NED) | 67e                  |
| 147                  | Danny van Poppel (NED)   | AB                   |

| Katusha-Alpecin TKA | Katusha-Alpecin TKA          | Katusha-Alpecin TKA |
| ------------------- | ---------------------------- | ------------------- |
| Num                 | Coureur                      | Pos                 |
| 151                 | Enrico Battaglin (ITA)       | 47e                 |
| 152                 | Steff Cras (BEL)             | AB                  |
| 153                 | Ian Boswell (USA)            | AB                  |
| 154                 | Ruben Guerreiro (POR)        | 22e                 |
| 155                 | Nathan Haas (AUS)            | 79e                 |
| 156                 | Viatcheslav Kouznetsov (RUS) | 26e                 |
| 157                 | Dmitri Strakhov (RUS)        | 71e                 |

| Team Sky SKY | Team Sky SKY           | Team Sky SKY |
| ------------ | ---------------------- | ------------ |
| Num          | Coureur                | Pos          |
| 161          | Geraint Thomas (GBR)   | 12e          |
| 162          | Leonardo Basso (ITA)   | AB           |
| 163          | Owain Doull (GBR)      | 65e          |
| 164          | Michał Gołaś (POL)     | 54e          |
| 165          | Gianni Moscon (ITA)    | 58e          |
| 166          | Salvatore Puccio (ITA) | 28e          |
| 167          | Diego Rosa (ITA)       | 24e          |

| Vital Concept-B&B Hotels VCB | Vital Concept-B&B Hotels VCB | Vital Concept-B&B Hotels VCB |
| ---------------------------- | ---------------------------- | ---------------------------- |
| Num                          | Coureur                      | Pos                          |
| 171                          | Yoann Bagot (FRA)            | AB                           |
| 172                          | Maxime Cam (FRA)             | AB                           |
| 173                          | Bert De Backer (BEL)         | AB                           |
| 174                          | Corentin Ermenault (FRA)     | AB                           |
| 175                          | Steven Lammertink (NED)      | AB                           |
| 176                          | Justin Mottier (FRA)         | AB                           |
| 177                          | Jimmy Turgis (FRA)           | 52e                          |

| Team Sunweb SUN | Team Sunweb SUN              | Team Sunweb SUN |
| --------------- | ---------------------------- | --------------- |
| Num             | Coureur                      | Pos             |
| 181             | Nicolas Roche (IRL)          | HD              |
| 182             | Chris Hamilton (AUS)         | HD              |
| 183             | Marc Hirschi (SUI)           | 73e             |
| 184             | Asbjørn Kragh Andersen (DEN) | AB              |
| 185             | Jai Hindley (AUS)            | 48e             |
| 186             | Sam Oomen (NED)              | 17e             |
| 187             | Robert Power (AUS)           | 32e             |

| Trek-Segafredo TFS | Trek-Segafredo TFS     | Trek-Segafredo TFS |
| ------------------ | ---------------------- | ------------------ |
| Num                | Coureur                | Pos                |
| 191                | Bauke Mollema (NED)    | 76e                |
| 192                | Nicola Conci (ITA)     | HD                 |
| 193                | Fabio Felline (ITA)    | AB                 |
| 194                | Matteo Moschetti (ITA) | AB                 |
| 195                | Markel Irizar (ESP)    | HD                 |
| 196                | Fumiyuki Beppu (JPN)   | HD                 |
| 197                | Toms Skujiņš (LAT)     | 9e                 |

| UAE Team Emirates UAD | UAE Team Emirates UAD              | UAE Team Emirates UAD |
| --------------------- | ---------------------------------- | --------------------- |
| Num                   | Coureur                            | Pos                   |
| 201                   | Fernando Gaviria (COL)             | AB                    |
| 202                   | Rui Costa (POR)                    | AB                    |
| 203                   | Roberto Ferrari (ITA)              | AB                    |
| 204                   | Vegard Stake Laengen (NOR) (route) | HD                    |
| 205                   | Simone Petilli (ITA)               | 44e                   |
| 206                   | Jasper Philipsen (BEL)             | AB                    |
| 207                   | Tadej Pogačar (SLO)                | 30e                   |